# Haka

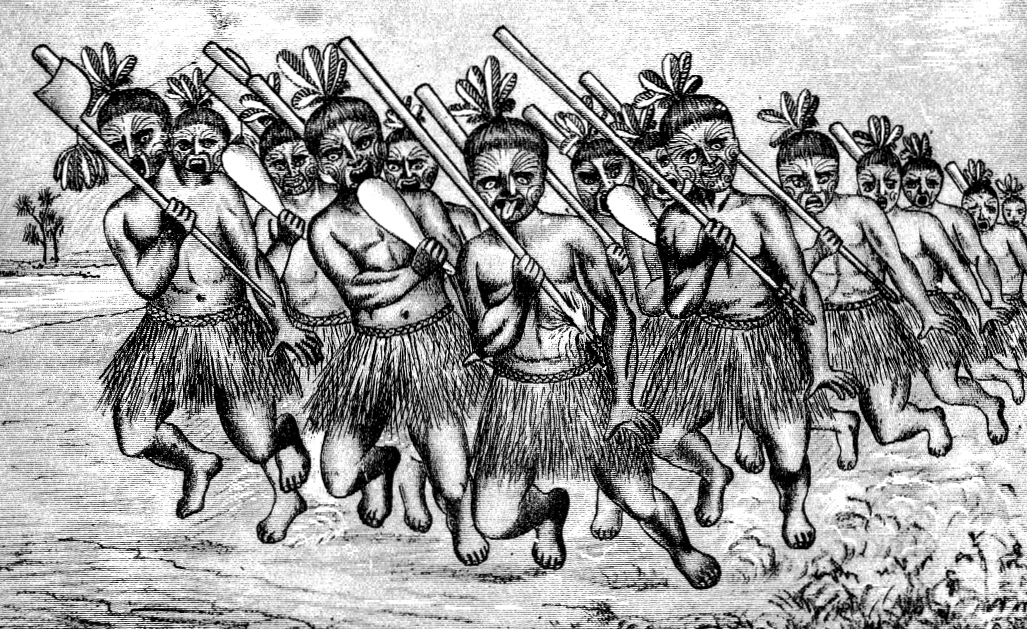
XIX-wieczna rycina przedstawiająca Maorysów tańczących hakę

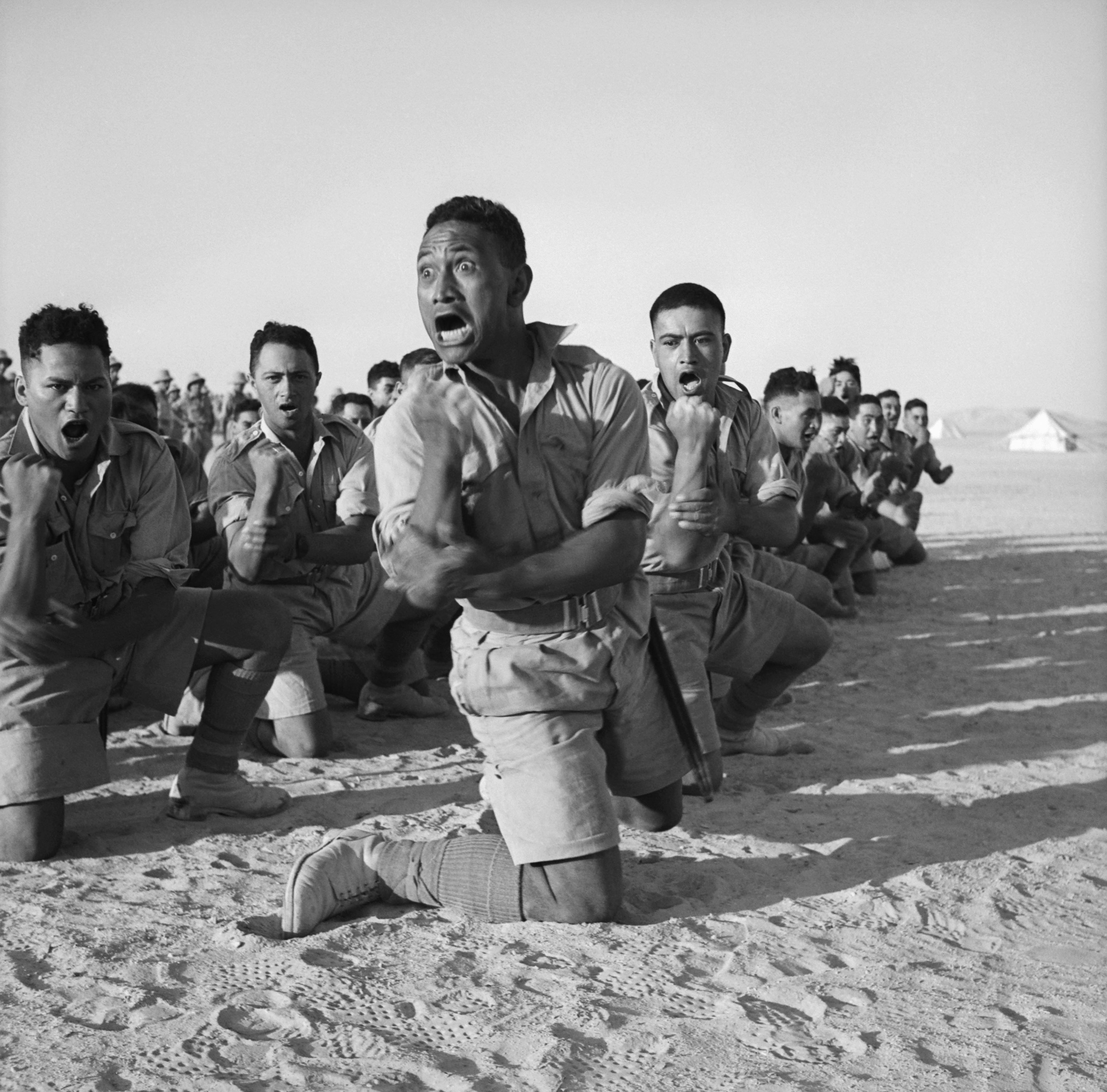
Haka w wykonaniu nowozelandzkich żołnierzy w Egipcie podczas II wojny światowej, 1941

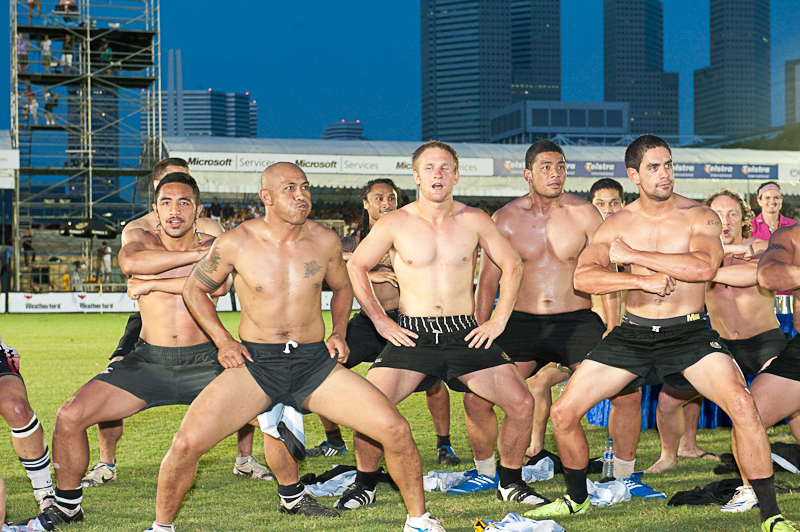
Zawodnicy drużyny rugby SCC Rugby Sevens tańczący hakę

Haka – zbiorcza nazwa rytualnych, tradycyjnych prezentacji taneczno-wokalnych, wykonywanych w rejonie Oceanu Spokojnego, szczególnie na Nowej Zelandii przez Maorysów.
Zasadniczo u Polinezyjczyków haka rozumiana jest jako każdy taniec, jednak w kulturze europejskiej jako hakę identyfikuje się jeden z jej rodzajów – peruperu, czyli hakę „wojenną”.

## Rodzaje haki
- haka peruperu – haka „wojenna” – wykonywana przez wojowników przed bitwą, miała ona ukazać ich siłę, wolę zwycięstwa i w ten sposób przestraszyć lub odstraszyć przeciwnika
- poi – układy choreograficzne wykonywane przez dziewczęta i młode kobiety, połączone ze śpiewem oraz czymś w rodzaju żonglowania kulami (lub np. niewielkimi pomponami) na sznurku; poi było m.in. formą podziękowania
- haka „powitalna” – wykonywana przez małe grupy, często przez 1–2 osoby (wyłącznie przez mężczyzn); wykonywana również współcześnie np. na powitanie zagranicznych dygnitarzy odwiedzających Nową Zelandię, aczkolwiek ma już raczej wydźwięk ciekawostki etnograficznej
- inne, np. haka „opisująca” treść piosenki, będąca formą rozrywki

## Opis haki „wojennej”

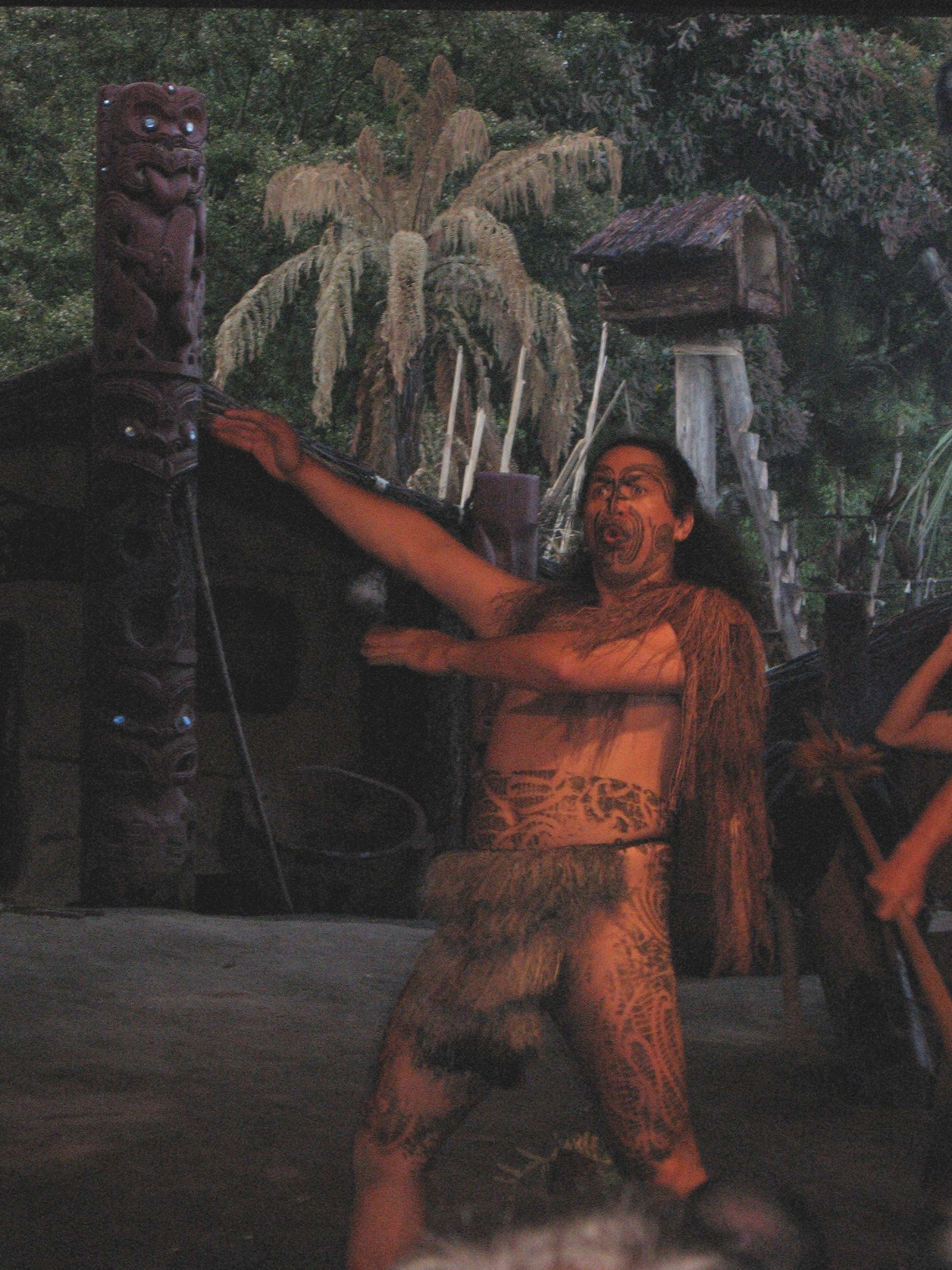
Maorys, w przepasce biodrowej z włókien palmy i tradycyjnym tatuażu moko, tańczący hakę

Hakę „wojenną” wykonuje się często w „rozkracznym” przysiadzie, na lekko ugiętych nogach. Pozycja taka eksponuje napięte mięśnie nóg oraz strefę genitalną, co jest zamierzone, niektóre gesty rąk jeszcze to akcentują (patrz przykłady). Grupa wykrzykuje sylabizując proste teksty, linia melodyczna jest bardzo uboga. Uczestnicy wykonują różne elementy choreograficzne: klaszczą rytmicznie „ręka w rękę”, „ręka w udo” lub „ręka w tors”, robią „srogie” miny: nadnaturalne wytrzeszczanie oczu, prezentowanie języka (w skrajnych przypadkach niektórzy potrafią zasłonić nim całą brodę), nadymanie policzków i dmuchanie, syczenie przez zęby, przyklękanie na jedno kolano, uderzanie stopami i dłońmi o ziemię, energiczne potrząsanie dłońmi. Wzrok wszystkich utkwiony jest w przeciwników. Inną rolę w tego typu hace odgrywa lider: przemieszcza się przed frontem grupy lub pomiędzy pozostałymi „tancerzami”, wydaje polecenia, wykrzykuje zawołania, na które grupa odpowiada.
Pierwotnie hakę z całą pewnością wykonywano z bronią w ręku, na co wskazują XVIII i XIX.wieczne ryciny. Przed przybyciem białych kolonizatorów były to krzemienne i drewniane oszczepy oraz maczugi (np. maoryskie pałki taiaha), później, tj. na pocz. XIX w. doszły również muszkiety. Po zakończeniu tzw. „wojen maoryskich” i przymusowym rozbrojeniu Maorysów przez brytyjskich kolonizatorów hakę wykonywano już bez broni, z czasem Brytyjczycy zabronili również wykonywania samej haki.
Oprócz broni elementami materialnymi tradycyjnej haki są charakterystyczne ubiory (np. przepaska biodrowa z włókien palmy) oraz szczególnie sugestywny tatuaż twarzy (patrz – moko).

## Haka „Ka mate”
Jest to typowa haka peruperu. Słowa tej haki bez znajomości kontekstu historycznego i kulturowego są kompletnie niezrozumiałe, żeby nie powiedzieć infantylne. Nawiązuje ona do wydarzenia, jakie miało miejsce w czasie „wojen muszkietowych”: wódz jednego z klanów „Ngāti Toa”, nazywający się Te Rauparaha uciekał samotnie przez góry przed ścigającymi go wojownikami innego wodza („kudłaty człowiek” – w rozumieniu „przerażający człowiek” – Maorysi są z natury skąpo owłosieni i gęsto owłosieni ludzie wzbudzali u nich niepokój, może i obrzydzenie), który dysponował dużą przewagą militarną („może powodować wschód słońca”). Te Rauparaha doskonale wiedział, że w przypadku pojmania czeka go natychmiastowa śmierć („ka mate!” – ja umrę!), ale wierzył, że zdoła ocaleć („ka ora!” – ja żyję! w znaczeniu „jednak jeszcze żyję!”). Po udanej ucieczce („słońce wzeszło”), która stała się głośna wśród Maorysów, haka ta była prawdopodobnie śpiewana przez społeczeństwo „Ngāti Toa” wobec wrogów, jako zapowiedź jego niezniszczalności.
| w języku maoryskim | tłumaczenie na polski |
| --- | --- |
| Ka mate! ka mate! Ka ora! ka ora! Ka mate! Ka mate! Ka ora! Ka ora! Tēnei te tangata pūhuruhuru Nāna nei i tiki mai, whakawhiti te rā A, hupane! A, kaupane! Whiti te ra! Hī! | Mogę umrzeć! Mogę umrzeć! Mogę żyć! Mogę żyć! Mogę umrzeć! Mogę umrzeć! Mogę żyć! Mogę żyć! Tam stoi kudłaty człowiek, który może spowodować wschód słońca Jeden krok do góry! Drugi krok do góry! Słońce wzeszło! Hī! |

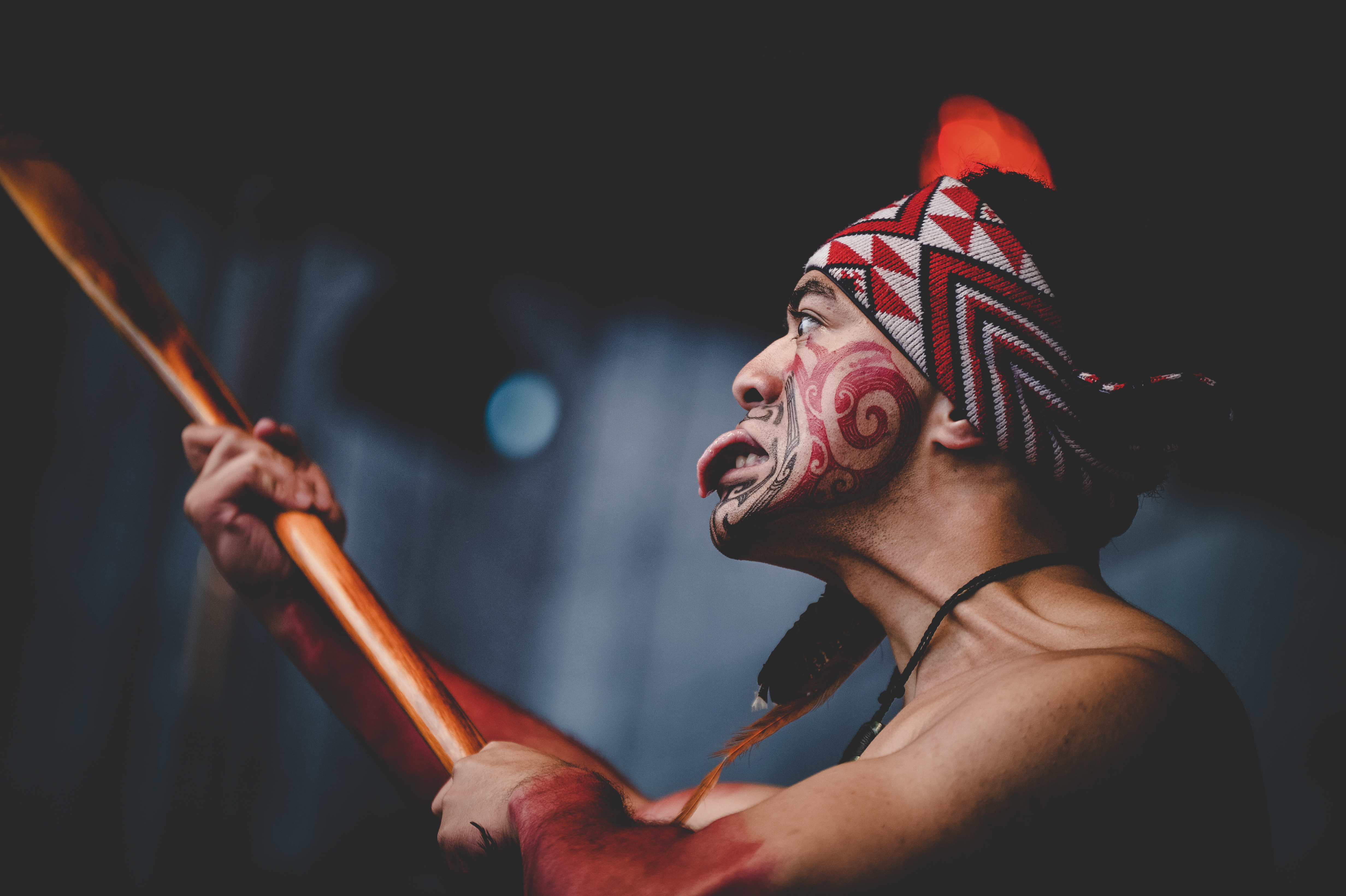
Tancerz haka podczas Międzynarodowego Festiwalu Folklorystycznego Polka w Bychlewie

Końcowe energiczne „Hī!” (czyt. – „hy”) jest zawołaniem bez desygnatu, czymś w rodzaju „hej”. Często kończy różne haki.

## Haka współcześnie
Współcześnie haka stanowi ważną część dziedzictwa narodowego Nowej Zelandii. Nauczana jest ona w szkołach, a także wykonywana przez nowozelandzkich żołnierzy. Najbardziej znaną haką jest, opisana wyżej, „Ka mate”. Od 1905 roku jest ona wykonywana przed każdym meczem przez All Blacks, nowozelandzką drużynę rugby. All Blacks wykonują również nową hakę – „Kapa o Pango” a drużyna All Blacks Māori także hakę „Timatanga”.